# Herluin de Montreuil
Herluin de Montreuil (né vers 890 et mort en 945), est un comte de Montreuil et abbé de Saint-Riquier de 926 à 945. Il était fils d'Helgaud, comte de Montreuil et avoué de
Saint-Riquier.

## Biographie
D'après Fisquet, en 927 Herbert II de Vermandois défie une fois de plus le roi Raoul, en convoquant malgré le roi un concile de six évêques à Trosly afin de faire donner l'absolution à Herluin, comte de Ponthieu, qui s'était remarié du vivant de sa première femme.

### Prisonnier du comte de Vermandois
En 929, Herluin de Montreuil se retrouve en conflit avec Herbert II, comte de Vermandois et Hugues le Grand, duc des Francs et comte de Paris. Ceux-ci assiègent Montreuil la principale place-forte du Ponthieu mais Hugues le Grand finit par faire volte-face. 
En 932, Herluin parvient à battre Herbert de Vermandois qui se venge en prenant par surprise le château de Ham appartenant à Évrard, frère d'Herluin, lequel est également capturé. Herbert ne tarde pas à s'associer à Arnoul Ier, comte de Flandre et d'Artois.

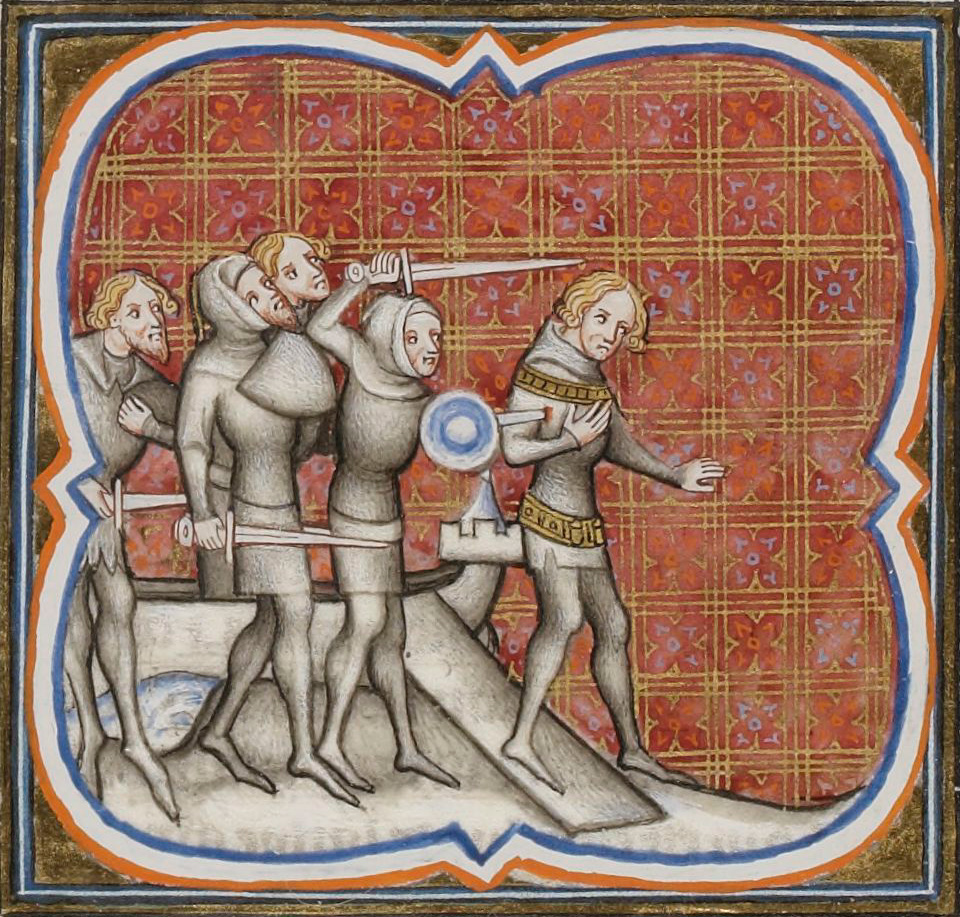
Assassinat de Guillaume Longue-Épée.

En 939, les deux alliés occupent Montreuil et y capturent la famille d'Herluin. 

### Allié du duc de Normandie
Herluin finit par obtenir l'alliance de Guillaume Longue-Épée de Normandie qui lui fournit des troupes pour reprendre Montreuil. Herluin négocie l'échange de la garnison capturée contre ses proches.
Herluin fait alors passer le Ponthieu dans la vassalité de la Normandie. En 942, il persuade Guillaume Longue-Épée de participer à l'entrevue de Picquigny où celui-ci est assassiné par les princes francs.

### Comte d'Amiens
En 944, Herluin de Montreuil parvient à tuer l'assassin de Guillaume Longue-Épée et se voit accorder par le roi le comté d'Amiens. Le roi le charge en outre d'administrer le comté de Rouen pendant la minorité de Richard Ier, le fils de Guillaume. Cependant les Normands le considèrent indirectement responsable de la mort de Guillaume Longue-Épée et le tuent lors d'une rencontre entre les Normands et le roi de France, en 945.

## Postérité
Il laissa un fils Roger, qui lui succéda.